# Curètes (tribu)

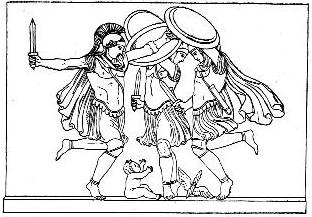
Curètes et Zeus

Les Curètes sont une tribu d’Étolie, installée près de Pleuron, leur capitale, voisine de la tribu des Étoliens, dont la capitale est Calydon. 

## Chez Homère
Ils sont mentionnés par Homère, qui raconte leur guerre contre les Étoliens puis la prise de leur capitale. Homère raconte comment ils essayèrent de saccager cette ville, et furent chassés par Méléagre, Hoplodamos et ses géants étaient comptés au nombre des Corybantes et le Titan Anytos était considéré comme un Courète.

## Lien Externe
- Homère, Iliade [détail des éditions] [lire en ligne] Chant IX (529-599)